# Поцоло Формигаро
Поцоло Формигаро (итал. Pozzolo Formigaro) је насеље у Италији у округу Алесандрија, региону Пијемонт.
Према процени из 2011. у насељу је живело 4110 становника. Насеље се налази на надморској висини од 162 м.

## Становништво
| 1931. | 1936. | 1951. | 1961. | 1971. | 1981. | 1991. | 2001. | 2011. |
| ----- | ----- | ----- | ----- | ----- | ----- | ----- | ----- | ----- |
| 4.245 | 4.071 | 4.170 | 4.257 | 4.407 | 4.781 | 4.785 | 4.771 | 4.910 |